# Armadillidium mohamedanicum
Armadillidium mohamedanicum là một loài chân đều trong họ Armadillidiidae. Loài này được Verhoeff miêu tả khoa học năm 1929.